# HD 146537
HD 146537，又名BD+27 2613，SAO 84269、HR 6068，是一颗恒星，视星等为6.14，位于銀經45.63，銀緯44.93，其B1900.0坐标为赤經16h 11m 42.5s，赤緯+27° 44.93′ 20″。